# Exils (téléfilm, 2003)
Pour les articles homonymes, voir Exils.
Exils est un téléfilm québécois réalisé par Daniel Grou, diffusé en 2003.

## Récompenses et distinctions
- Gémeau de la meilleure réalisation, émission dramatique en 2003 pour Daniel Grou.